# Greenwood Great House

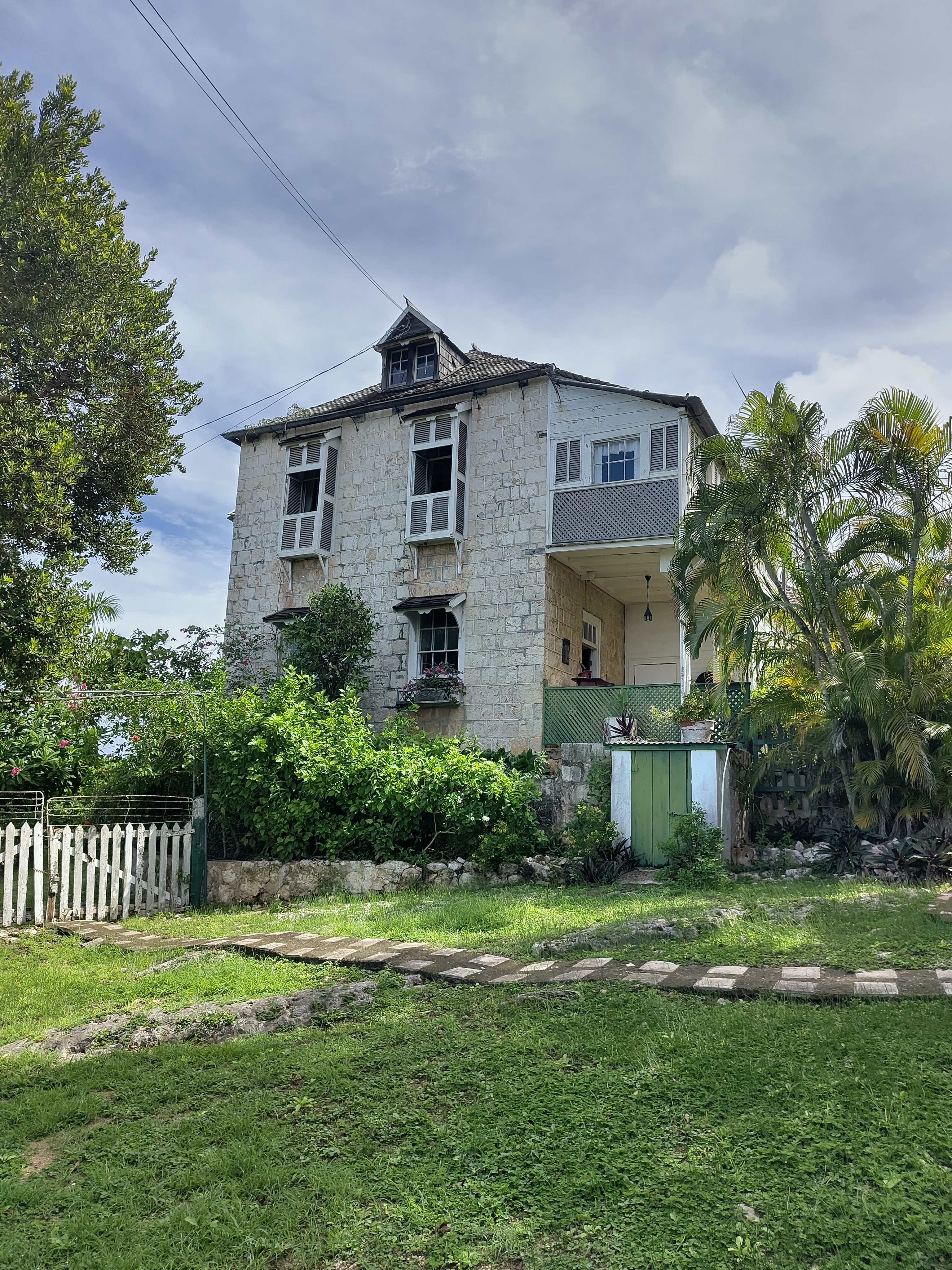
Zijaanzicht van Greenwood Great House

Greenwood Great House is een landhuis in Saint James in Jamaica en dient als museum. Het gebouw is, samen met het nabijgelegen Rose Hall, een van de best bewaarde voorbeelden uit de Jamaicaanse koloniale plantageperiode.

## Geschiedenis
Greenwood werd in in de jaren 1780 gebouwd op initiatief van de rijke plantage-eigenaar Richard Barrett, een neef van de bekende dichteres Elizabeth Barrett Browning. Richard stamde af van de Engelse marine-officier Hersey Barrett, die in 1655 onderdeel was van de Britse vloot die Jamaica op de Spanjaarden veroverde onder aanvoering van William Penn, de vader van zijn beroemde naamgenoot en zoon William Penn. 
Greenwood werd gespaard tijdens de Grote Jamaicaanse Slavenopstand van 1831, toen meer dan 200 landhuizen van Britse kolonisten werden verwoest. Dat Greenwood deze revolte overleefde had te maken met de manier waarop Richard Barrett zijn slaven behandelde. In tegenstelling tot de meeste plantersfamilies in Jamaica waren de Barretts vriendelijk voor hun slaven en hielpen hen bijvoorbeeld bij het leren van lezen en schrijven, een daad die als een strafbaar feit werd beschouwd.
Hoewel de Barretts suikerplantagehouders waren en meer dan 2000 slaven in bezit hadden, deed Greenwood zelf geen dienst als plantage. Het landhuis werd gebouwd als ontspanningsoord voor de puissant rijke familie.